# Championnat de Côte d'Ivoire de football 2009
Navigation
2008 2010
Le Championnat de Côte d'Ivoire de football 2009 était la 51e édition du Championnat de Côte d'Ivoire de football. l'Africa Sports a essayé de remporter une 3e fois consécutive la Ligue 1. La ligue oppose les quatorze meilleurs clubs ivoiriens en un tournoi aller-retour hebdomadaire, il a débuté le 20 mars 2009, en raison du Championnat d'Afrique des nations 2009 qui s'est déroulé en Côte d'Ivoire du 22 février 2009 au 8 mars 2009. Le Championnat se terminera en novembre 2009, avec quelques exceptions pendant la saison dues aux calendriers ivoirien, africain et international. 
La MTN Ligue 1 bénéficie d'une assez bonne médiatisation étant diffusée sur RTI Première et RTI Sport TV disponibles dans toute l'Afrique de l'Ouest et en Europe. Le football national ivoirien 2009 fait également le tour de la planète grâce à Internet et aux résumés des journées sportives dans l'émission « Afrogoal » sur TPS Foot et Direct 8, et dans d'autres émissions télévisées relatives au football africain.
C'est l'ASEC Mimosas qui termine en tête et remporte son 23e titre de champion de Côte d'Ivoire.

## Les 14 clubs participants
| \| Abidjan SO Armée Sabé Sports ES Bingerville Denguelé Sports Issia Wazy ASC Ouragahio USC Bassam Séwé Sports \| Localisation des clubs engagés dans le championnat. Abidjan : ASEC Mimosas, Africa Sports, Stade d'Abidjan Stella d'Adjamé, JC Abidjan, EFYM |
| Abidjan SO Armée Sabé Sports ES Bingerville Denguelé Sports Issia Wazy ASC Ouragahio USC Bassam Séwé Sports |

## Compétition
Le barème utilisé pour le classement est le suivant :
- Victoire : 3 points
- Match nul : 1 point
- Défaite, abandon ou forfait : 0 point

### Classement
| Rang | Équipe            | Pts | J  | G  | N  | P  | Bp | Bc | Diff |
| ---- | ----------------- | --- | -- | -- | -- | -- | -- | -- | ---- |
| 1    | ASEC Abidjan      | 56  | 26 | 16 | 8  | 2  | 40 | 10 | +30  |
| 2    | Africa Sports T C | 48  | 26 | 14 | 6  | 6  | 39 | 18 | +21  |
| 3    | Séwé Sports P     | 47  | 26 | 14 | 5  | 7  | 30 | 19 | +11  |
| 4    | Issia Wazy        | 43  | 26 | 12 | 7  | 7  | 25 | 23 | +2   |
| 5    | JC Abidjan        | 39  | 26 | 9  | 12 | 5  | 25 | 15 | +10  |
| 6    | Stella d'Adjamé   | 39  | 26 | 11 | 6  | 9  | 27 | 27 | 0    |
| 7    | Stade d'Abidjan   | 37  | 26 | 9  | 10 | 7  | 23 | 19 | +4   |
| 8    | ASC Ouragahio     | 30  | 26 | 8  | 6  | 12 | 17 | 26 | -9   |
| 9    | USC Bassam        | 27  | 26 | 4  | 15 | 7  | 24 | 23 | +1   |
| 10   | SOA               | 27  | 26 | 6  | 9  | 11 | 23 | 30 | -7   |
| 11   | Sabé Sports       | 26  | 26 | 6  | 8  | 12 | 26 | 34 | -8   |
| 12   | Denguelé Sports   | 26  | 26 | 5  | 11 | 10 | 12 | 25 | -13  |
| 13   | EFYM P            | 25  | 26 | 6  | 7  | 13 | 21 | 44 | -23  |
| 14   | ES Bingerville    | 16  | 26 | 2  | 10 | 14 | 17 | 39 | -22  |

|  | Qualifié pour la Ligue des champions de la CAF 2010 |
|  | Qualifié pour la Coupe de la CAF 2010               |
|  | Relégation en Division 2                            |

## Bilan de la saison
| Tableau d'Honneur                                                    |               |
| Compétition                                                          | Vainqueur     |
| Championnat de Côte d'Ivoire de football                             | ASEC Mimosas  |
| Coupe de Côte d'Ivoire de football                                   | Africa Sports |
| Supercoupe de Côte d'Ivoire de football Coupe Félix Houphouët-Boigny | ASEC Mimosas  |

| Qualifications continentales 2010  |                            |
| Compétition                        | Qualifié                   |
| Ligue des champions de la CAF 2010 | ASEC Mimosas Africa Sports |
| Coupe de la CAF 2010               | Séwé Sports Issia Wazy     |

| Promotions et relégations |                       |
| Relégués en 2e division   | EFYM ES Bingerville   |
| Promus en 1re division    | AFAD Djékanou Hiré FC |